# Wissensstafette
Die Wissensstafette ist eine Methode des Wissensmanagements, zur Bewahrung und Weitergabe personengebundenen Wissens. Die Wissensstafette wird verwendet zur Weitergabe des Wissens wechselnder oder ausscheidender Mitarbeiter.
Synonym für den Begriff Wissensstafette stehen Wissenstransfer, Methode zur Wissensbewahrung sowie Expert Debriefing.

## Ziele
Immer häufiger wird die Wissensstafette als Methode einer integrierten Wissensmanagementstrategie eingesetzt, um personengebundenes und arbeitsplatzbezogenes
- Erfahrungswissen
- Fachwissen
- Führungswissen
- Projektwissen

zu sichern, bzw. weiterzugeben. I. d. R. wird diese Methode eingesetzt, wenn Mitarbeiter ihre aktuelle Position verlassen, durch z. B. Verrentung.
Die Wissenstafette wird als vorbeugende oder reaktive Maßnahme eingesetzt mit den Zielen:
- Weitergabe impliziten Wissens
- Langfristige Wissenssicherung
- Best Practices identifizieren, erhalten und stabilisieren
- Vermeidung von Fehlern
- Aufrechterhaltung von Arbeitsprozessen
- Einsparen von Ressourcen und Zeit
- Schnelle Einarbeitung von Nachfolgern
- Vermeidung von Doppelarbeit

## Methodik
Ausgangspunkt für die Anwendung der Wissensstafette ist der Bedarf Wissen zu teilen, bzw. weiterzugeben. Der Ablauf kann je nach Situation unterschiedlich sein. Hier existieren verschiedene Ansätze. Alle haben jedoch gemeinsam, dass zunächst die Ziele der Wissensstafette festgelegt werden. Dann führt ein Moderator halbstrukturierte oder strukturierte Interviews mit den Wissensträger(n) und Wissensempfänger(n) zur Erfassung, Visualisierung und Priorisierung relevanter Wissensgebiete. Dazu werden oft Mind-Maps genutzt. Die identifizierten Themen werden anschließend in moderierten Gesprächen unter der Verwendung weitere Transfermethoden, wie das Storytelling, Lessons Learned oder andere Workshopformate genutzt werden. Eine begleitende Dokumentation, wie z. B. Mikroartikel oder Mind-Maps eignen sich zur langfristigen Sicherung des Wissens.